# Winchester 1300

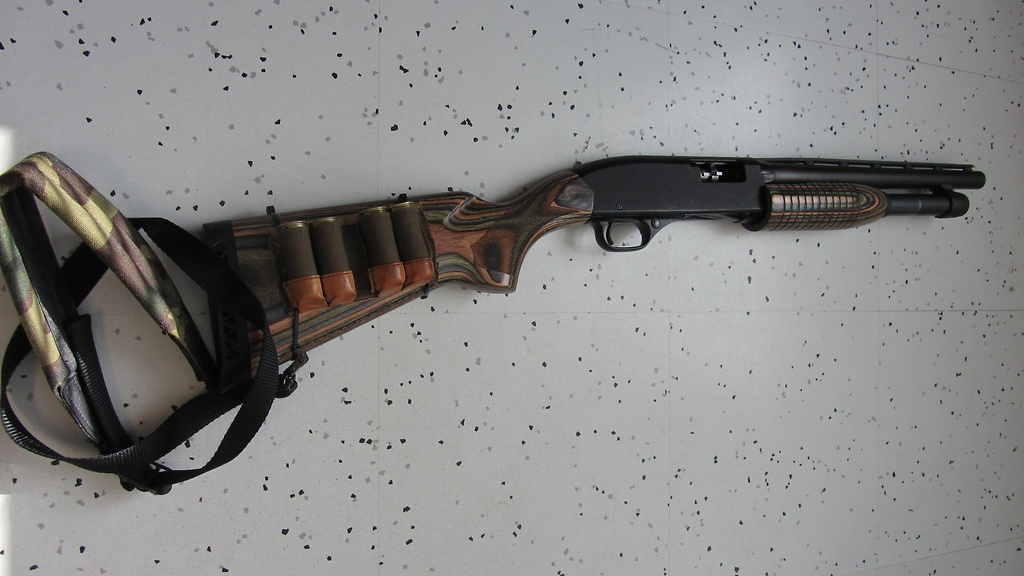
Модель 1300 Turkey

Winchester 1300 — гладкоствольное ружьё, которое было разработано в 1978 году, когда корпорация Olin/Winchester продала права на производство оружия под маркой Winchester компании US Repeating Arms Company. В основу нового дробовика легла конструкция модели Winchester 1200, выпускавшегося корпорацией Olin/Winchester с 1964 по 1980 год.
Ружья модели Winchester 1300 пользуются популярностью в США и за рубежом, благодаря надежности и большой скорости перезарядки, что пригодно для охоты на птицу и для спортивной стрельбы.

## Особенности модели
В модели Winchester 1300 используется система Speed Pump, позволяющая ускорить процесс перезарядки оружия после выстрела. Суть её заключается в том, что затвор разблокируется немедленно после выстрела (при снижении давления в канале ствола до безопасного уровня). Реализация этой системы в ружье Winchester 1300 приводит к тому, что в некоторых случаях затвор после выстрела оказывается либо частично, либо полностью открытым с выбросом стреляной гильзы. Данная особенность не является признаком какой-либо неисправности затворного механизма, а заложена конструктивно.

## Варианты и модификации
- Winchester 1300 - модель с деревянным прикладом и цевьём, магазин на 4 патрона
- Winchester 1300 Ranger - охотничье ружьё с деревянным прикладом и цевьём, вентилируемой планкой над стволом, магазин на 4 патрона[2].
- Winchester 1300 Turkey - модель с деревянным прикладом и цевьём, вентилируемой прицельной планкой над укороченным стволом. Комплектуется сменными чоками. Магазин на 4 патрона. Ствол усилен для применения боеприпасов повышенной мощности для охоты на крупную дичь (англ. turkey — индейка).
- Winchester 1300 Black Shadow - модель с матовым тёмным покрытием металлических частей, прикладом и цевьём из чёрной пластмассы
- Winchester 1300 Defender - модель с магазином на 7 патронов
- Winchester 1300 Marine - модель с никелированным покрытием поверхности металлических частей (для защиты от коррозии при попадании морской воды)
- Winchester 1300 Coastal Marine - модификация Winchester 1300 Marine со ствольной коробкой из алюминиевого сплава и 8-зарядным магазином
- FN Police Shotgun - полицейская модификация Winchester 1300 Defender с изменёнными установками прицела (для стрельбы пулевыми патронами), фосфатированием металлических поверхностей, 7-зарядным магазином, прикладом и цевьём из чёрной пластмассы[3]

## Аксессуары
Для ружей Winchester 1300 выпускаются аксессуары и дополнительное оборудование:
- тактические фонари (в том числе, интегрированные в цевье, например - SureFire 336LM[4]);
- целик и мушка со светящимися тритиевыми вставками, облегчающими прицеливание в условиях недостаточной освещённости (например, TRUGLO TRU-BEAD fiber-optic front sight);
- складные и телескопические приклады - например, Winchester 1300 and FN Police Series 12 Gauge Shotgun Knoxx Industries SpecOps Folding Stock;
- магазины увеличенной ёмкости - TacStar Winchester 1200/ 1300 7-round Shotgun Magazine Extension; ATI A.5.10.2320 Winchester 8 Shot Aluminum Mag Extension и др.
- тактические ремни;
- патронташи для установки на приклад (Buttstock Ammo Carriers) - например, Specter Gear 6 Shell Buttstock Shotshell Holder For Winchester 1300

## Эксплуатация и боевое применение
- Казахстан — используется[5] частными охранными структурами[6].
- Россия — ружьё сертифицировано в качестве гражданского оружия, в период с 14 августа 1992 года[7] до 1 марта 2006 года[8] использовалось в качестве служебного оружия частными охранными структурами[9].
- Перу — на вооружении бригады специального назначения армии Перу[10].
- Словакия — Winchester 1300 Defender находится на вооружении спецподразделения ÚOU (Útvar osobitného určenia)[11], спецподразделения пограничной полиции[12] и моторизованных групп быстрого реагирования[13] Министерства внутренних дел Словакии, а также спецподразделения ZVJS Министерства юстиции Словакии[14].
- США — находится в коммерческой продаже, некоторое количество поступило на вооружение сотрудников досмотровых партий береговой охраны США[15], также используется в полицейских департаментах США, Бюро по делам индейцев и частных охранных структурах.
- Чехия — Winchester 1300 Defender находится на вооружении спецподразделений армии Чехии[16].